# Сярда
Сярда — деревня в Белинском районе Пензенской области России. Входит в состав Козловского сельсовета.

## География
Расположена в 12,5 км к северо-востоку от села Козловка.

## Население
| 1989 | 1996 | 2002 | 2010 | 2020 |
| ---- | ---- | ---- | ---- | ---- |
| 205  | ↘158 | ↘116 | ↘4   | ↘0   |

Деревня является местом компактного расселения мордвы.

## История
Основана в 1-й половине 18 в. мордвой Инсарского уезда. Входила в состав Корсаевской волости Чембарского уезда. После революции в составе Новокаштановского сельсовета. Колхоз имени Кирова.